# Crisbel Henríquez
 Crisbel Henríquez (Barquisimeto, Venezuela; 23 de junio de 1976)  es una actriz y modelo venezolana conocida por su papel de Petrica en Juana, la virgen de RCTV.

## Biografía
Henríquez comenzó su carrera a los 21 años en RCTV con Reina de corazones, y después de esto vino Niña mimada en 1998. En el 2002 vuelve a RCTV con un pequeño papel en Juana, la virgen, en 2004 ingresa en la novela Mujer con pantalones.
En 2007 vuelve con una participación en Camaleona, continua con Mi prima Ciela y luego en Calle Luna, Calle Sol. En 2010 inicia con Venevisión para participar en la telenovela de suspenso La viuda joven. En 2013 participa en Las Bandidas, producción de RTI Producciones para Televisa, grabada en los estudios de RCTV en Caracas. Después participa en otra coproducción esta vez de Televen con la compañía mexicana Cadena Tres, titulada Nora.
Para el 2015 actúa el capítulo piloto de la serie Escándalos titulado "El lado oscuro". En 2016 inicia grabaciones en Televen en la telenovela Piel salvaje.

## Filmografía
| Año       | Televisión / Serie    | Rol                                                                   | Canal                        |
| --------- | --------------------- | --------------------------------------------------------------------- | ---------------------------- |
| 2015-2016 | Escándalos            | Farea Robles Julie Sanders Diana del Sol Elsa Machado Julieta Mendori | Televen                      |
| 2014      | Nora                  | Lucía Rodríguez                                                       | Televen \| Cadena Tres       |
| 2013      | Las Bandidas          | Nelly Santana                                                         | Televisa \| RTI Producciones |
| 2011      | La viuda joven        | Claudia Pardo-Pardo                                                   | Venevisión                   |
| 2009      | Calle Luna, Calle Sol | Bélgica Margarita Pacheco                                             | RCTV                         |
| 2007      | Mi prima Ciela        | Nancy Ruíz                                                            | RCTV                         |
| 2007      | Camaleona             | Flor Rivas                                                            | RCTV                         |
| 2004-2005 | Mujer con pantalones  | Eliana Contreras                                                      | RCTV                         |
| 2002      | Juana, la virgen      | Petrica                                                               | RCTV                         |
| 1998      | Niña mimada           | Zulay Salas                                                           | RCTV                         |
| 1998      | Reina de corazones    | Rosalinda Tabares                                                     | RCTV                         |